# Kashyyyk
Kashyyyk er wookiernes hjemplanet i Star Wars-universet.
I årtusindet før Det Galaktiske Imperium var Kashyyyk medlem af The Infinite Empire.
| Star Wars | Spire Denne Star Wars-artikel er en spire som bør udbygges. Du er velkommen til at hjælpe Wikipedia ved at udvide den. |